# Biassini
Biassini ist eine Ortschaft in Uruguay.

## Geographie
Sie befindet sich auf dem Gebiet des Departamento Salto in dessen 4. Sektor am Ufer des del Blanquillo, einem linksseitigen Nebenfluss des Río Arapey Grande. Biassini liegt östlich von Rincón de Valentín und nördlich von Celeste. Nordwestlich des Ortes befindet sich der Cerro de los Pelados.

## Einwohner
Die Einwohnerzahl Biassinis beträgt 345 (Stand: 2011), davon 171 männliche und 174 weibliche.
| Jahr | Einwohner |
| ---- | --------- |
| 1963 | 203       |
| 1975 | 248       |
| 1985 | 283       |
| 1996 | 266       |
| 2004 | 366       |
| 2011 | 345       |

Quelle: Instituto Nacional de Estadística de Uruguay